# Колендо
Колендо (на руски: Колендо) е село в Сахалинска област, Русия. Това е най-северното селище на остров Сахалин. Разположено е на около 22 km северозападно от Оха. Към 2010 г. е изоставено; население – 0 души.

## История
Селището е основано през 1963 г., след като в района се открити залежи на нефт. В началото на 1990-те години нефтените запаси са на изчерпване. След като селището претърпява тежко земетресение през 1995 г., властите вземат решение за изселване на жителите през 1996 г. Те са заселени в Южносахалинск, Оха и Ноглики. През 2002 г. изселването е почти завършено, а към днешно време селището е напълно обезлюдено.

## Население
| 1979 | 1989 | 2002 | 2010 |
| ---- | ---- | ---- | ---- |
| 2022 | 1783 | 38   | 0    |